# ポーリッシュ・グレイハウンド
ポーリッシュ・グレイハウンド（英：Polish Greyhound）とは、ポーランド原産の珍しいサイトハウンド犬種である。別名のシャルト・ポルスキー（英：Chart Polski）の名でも知られている。

## 歴史
1690年代の書物にもこの犬種の事が記されている古代犬種である。サルーキやイングリッシュ・グレイハウンドが先祖になっていて、イノシシのような大型で力の強い動物の狩りも出来るようにするために、他のグレイハウンド犬種よりも力強くなるように改良された。イノシシだけでなく、ウサギやシカ、オオカミなどを狩るのにも使われていた。
2つの世界大戦によって絶滅の危機に瀕したが、ポーランドから疎開していた個体を集めて繁殖し、数を回復してなんとか絶滅の危機を逃れる事が出来た。現在でも数が少なく希少な犬種である事に変わりはないが、アメリカ合衆国やドイツにも輸出されていて、原産地でも猟犬やペットとして人気がある。愛好家も多く、手厚く保護されているため絶滅の心配は無いといわれている。

## 特徴
グレイハウンド犬種であるため脚やマズル等が長いのだが、筋肉質の体つきでがっしりしていて、イングリッシュ・グレイハウンドよりもかなり大きい。折れ耳・サーベル形の垂れ尾でスムースコート、毛色は茶色をベースに白と黒の混ざった混色などがある。スムースコートだが、尾と臀部には飾り毛がある。体高は雄70～80cm、雌68～75cmで、体重は雌雄ともに40～42kgの大型犬。性格は温和で、子供や他の犬とも仲良くすることができる。力が強く、運動量が多いため、一緒にジョギングをしたりアウトドアの体験を行うとよろこぶ。

## 参考
- 『日本と世界の愛犬図鑑2007』（辰巳出版）佐草一優監修
- 『デズモンド・モリスの犬種事典』（誠文堂新光社）デズモンド・モリス著書、福山英也、大木卓訳 誠文堂新光社、2007年